# Верхний Пожег
Верхний Пожег (в верхнем течении — Большой Пожег) — река в России, протекает по Гайнскому району Пермского края. Устье реки находится в 10 км от устья Пожега по левому берегу. Длина реки составляет 16 км.
Исток реки в лесном массиве в 21 км к северо-западу от посёлка Серебрянка (центр Серебрянского сельского поселения). Река течёт на юг по ненаселённому лесу, в двух километрах от устья принимает слева реку Малый Пожег. До его впадения обозначается на картах как Большой Пожег, ниже — Верхний Пожег. Впадает в Пожег в 9 км к северо-западу от Серебрянки.

## Данные водного реестра
По данным государственного водного реестра России относится к Камскому бассейновому округу, водохозяйственный участок реки — Кама от истока до водомерного поста у села Бондюг, речной подбассейн реки — бассейны притоков Камы до впадения Белой. Речной бассейн реки — Кама.
Код объекта в государственном водном реестре — 10010100112111100001846.